# 广德路 (合肥)
广德路，安徽省合肥市东部的一条南北次干道，得名自安徽省广德市，北起明皇路，经临泉东路、长江东路、新安江路、和平路、裕溪路，跨南淝河后止于巢湖南路正接祁门路。沿路有长江批发市场、合肥市第二人民医院广德路院区、合肥市和平路小学新校区、瑶海区滨河公园、卫立煌故居等。

## 轨道交通
- █ 2号线：东二十埠站